# Saint-Sauveur-de-Montagut
Saint-Sauveur-de-Montagut is een gemeente in het Franse departement Ardèche (regio Auvergne-Rhône-Alpes). De plaats maakt deel uit van het arrondissement Privas. Saint-Sauveur-de-Montagut telde op 1 januari 2022 1.112 inwiners.

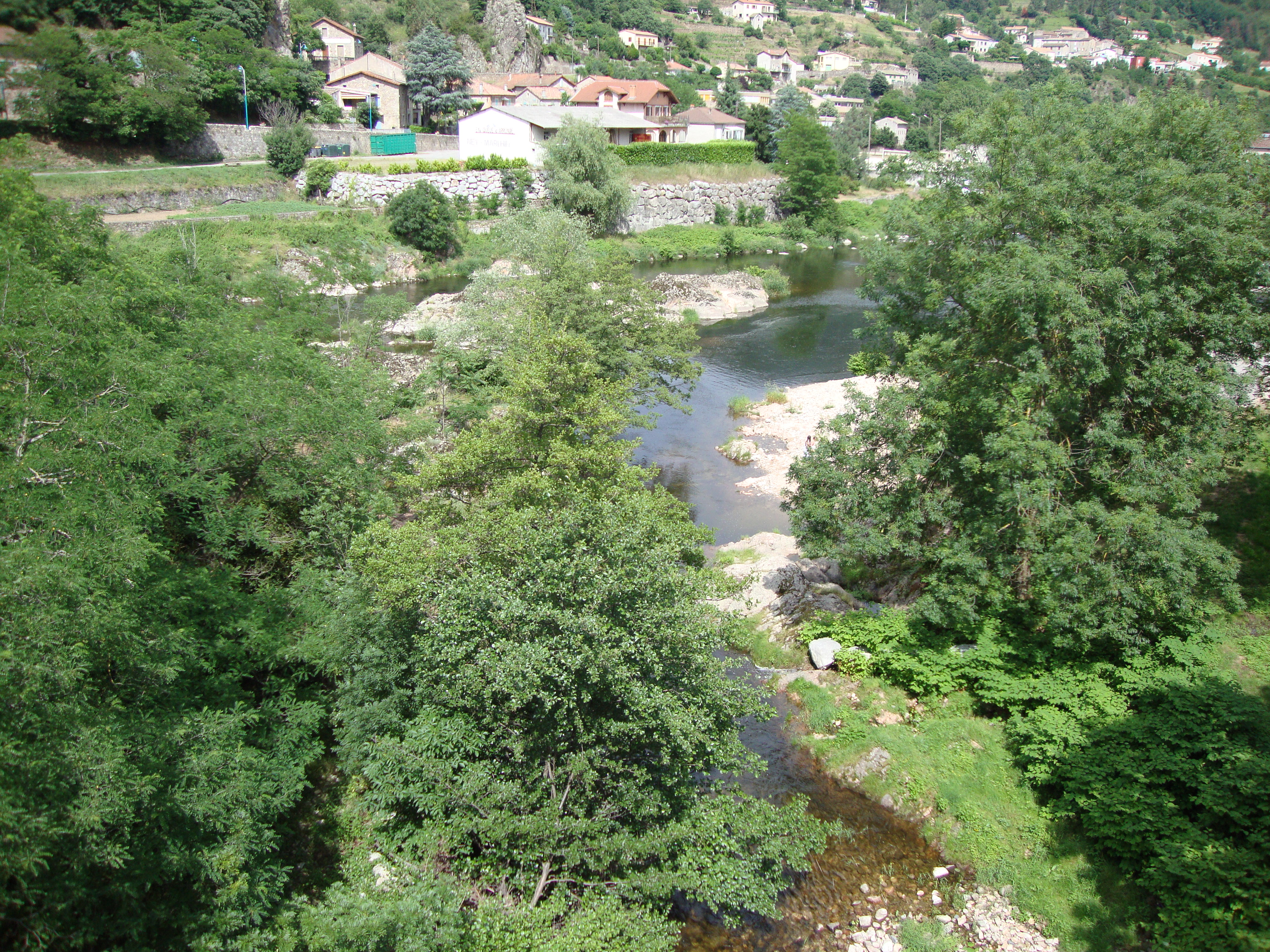
Saint-Sauveur-de-Montagut
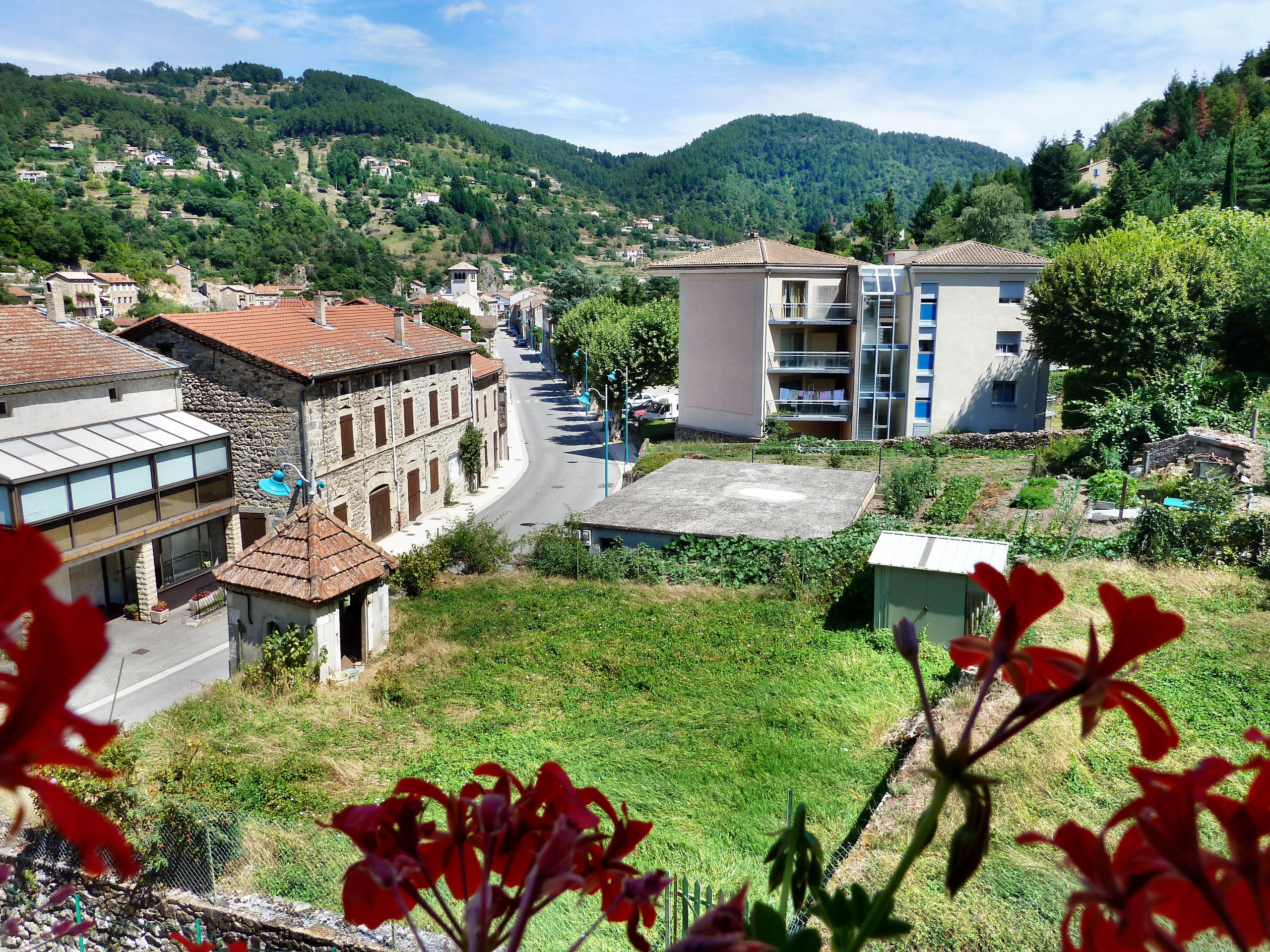
Rue des écoles, Saint-Sauveur-de-Montagut
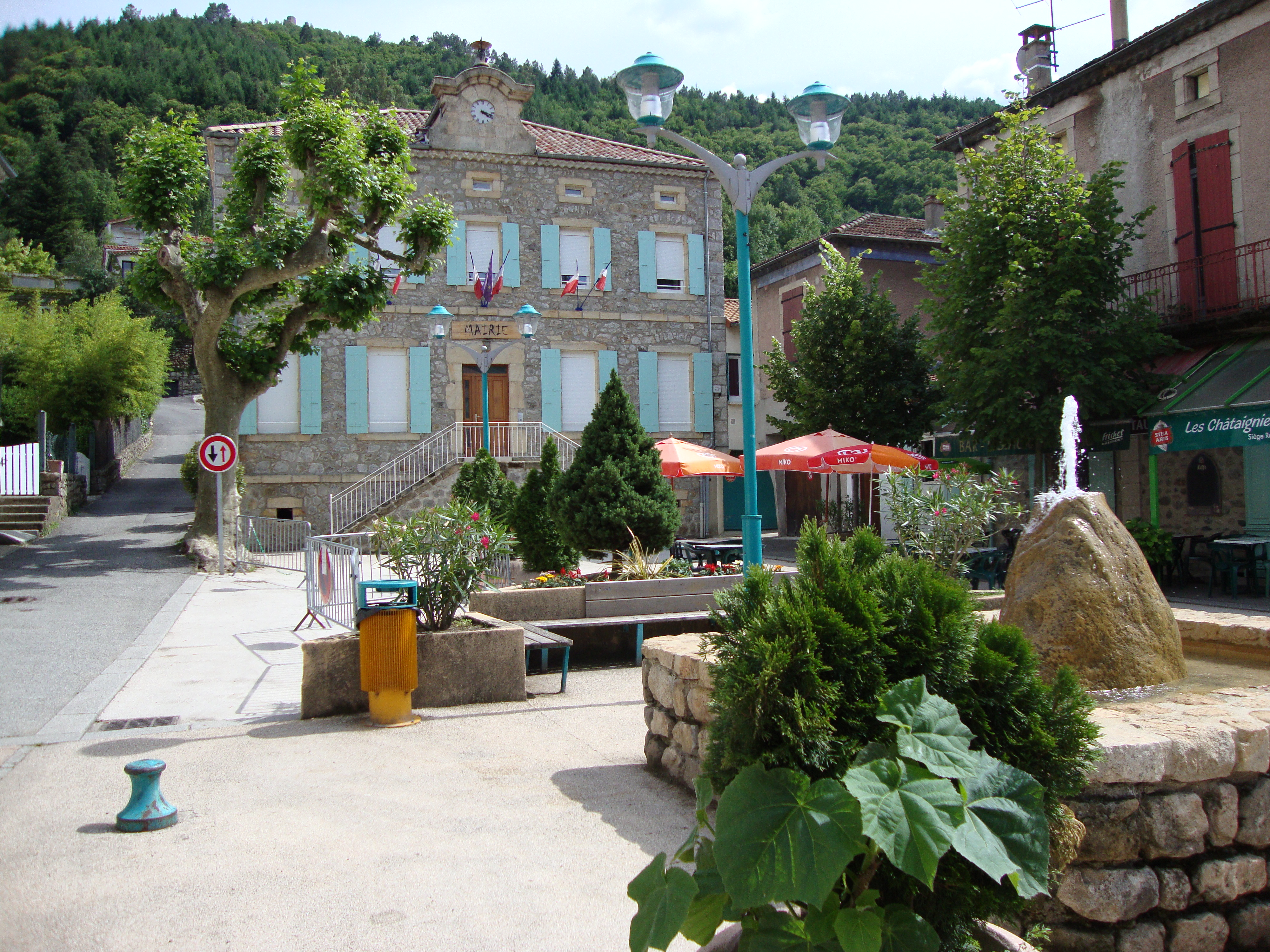
Gemeentehuis

## Geografie
De oppervlakte van Saint-Sauveur-de-Montagut bedroeg op 1 januari 2022 11,54 vierkante kilometer; de bevolkingsdichtheid was toen 96,4 inwoners per km².
De onderstaande kaart toont de ligging van Saint-Sauveur-de-Montagut met de belangrijkste infrastructuur en aangrenzende gemeenten.

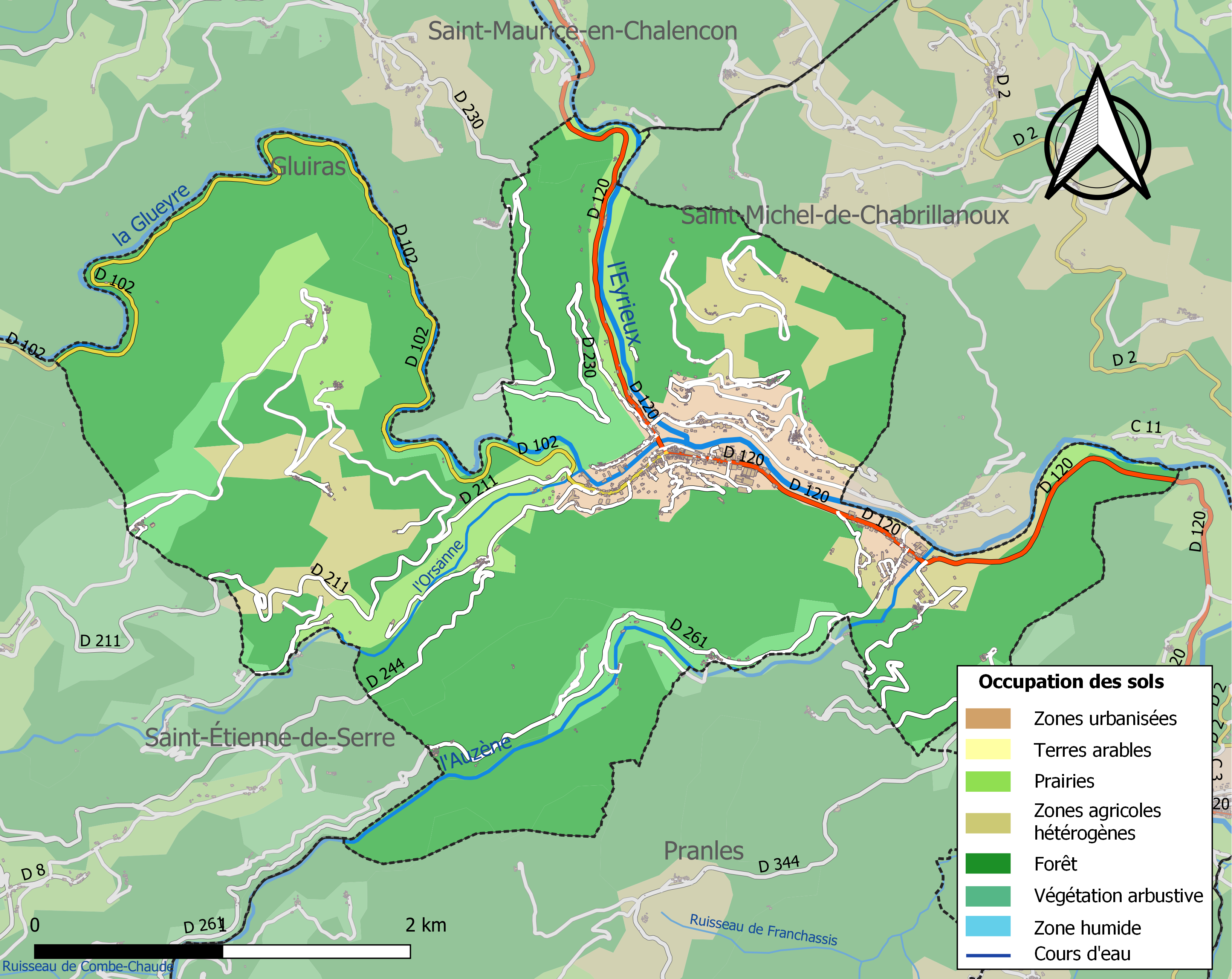

## Demografie
Onderstaande figuur toont het verloop van het inwonertal (bron: INSEE-tellingen).

Vanwege een beveiligingsprobleem met de MediaWiki Graph-software is het momenteel niet mogelijk deze grafiek weer te geven. Zodra de software is bijgewerkt zal de grafiek vanzelf weer zichtbaar worden.